# Championnats d'Afrique de karaté 2004
Navigation
Édition précédente Édition suivante
Les championnats d'Afrique de karaté 2004, neuvième édition des championnats d'Afrique de karaté, ont lieu du 1er au 5 septembre 2004 à Durban, en Afrique du Sud, dans les infrastructures sportives de l'Université du KwaZulu-Natal. 

## Médaillés

### Hommes
| Épreuve                         | Or                          | Argent                       | Bronze                      |
| ------------------------------- | --------------------------- | ---------------------------- | --------------------------- |
| Kata                            | Michael Yosry (EGY)         | Oumar Fall (SEN)             | Thabiso Maretlwaneng (BOT)  |
| Kata                            | Michael Yosry (EGY)         | Oumar Fall (SEN)             | Obakeng Motsamai (BOT)      |
| Kata par équipe                 | Sénégal                     | Égypte                       | Botswana                    |
| Kumite −60 kg                   | Thabiso Maretlwaneng (BOT)  | Mohamed Safwat (EGY)         | Felix Zulu (ZAM)            |
| Kumite −65 kg                   | Ayman Abd El Mawgoud (EGY)  | Ibrahima Seck (SEN)          | Casper Makoena (RSA)        |
| Kumite −70 kg                   | Mohamed Walid (EGY)         | Christopher Ponatshego (BOT) | Sozinho Lopes (ANG)         |
| Kumite −70 kg                   | Mohamed Walid (EGY)         | Christopher Ponatshego (BOT) | Mohamed Safwat (EGY)        |
| Kumite −75 kg                   | Mohamed Abd El Rahman (EGY) | Badara David Mbaye (SEN)     | Sayed El Fathy (EGY)        |
| Kumite −75 kg                   | Mohamed Abd El Rahman (EGY) | Badara David Mbaye (SEN)     | Jaco Vorster (RSA)          |
| Kumite −80 kg                   | Moses Jones (BOT)           | Sameh Abd El Salam (EGY)     | Pontsho Ntime (BOT)         |
| Kumite −80 kg                   | Moses Jones (BOT)           | Sameh Abd El Salam (EGY)     | Gersom Victor (ANG)         |
| Kumite +80 kg                   | Andrew Dobolo (BOT)         | Mohamed Fathy (EGY)          | Adrian Mann (RSA)           |
| Kumite +80 kg                   | Andrew Dobolo (BOT)         | Mohamed Fathy (EGY)          | Cheick Amed Traoré (MLI)    |
| Kumite open (toutes catégories) | Abdoulaye Diop (SEN)        | Douglas Chivandire (ZAM)     | Adilson Patricio Neto (ANG) |
| Kumite open (toutes catégories) | Abdoulaye Diop (SEN)        | Douglas Chivandire (ZAM)     | Efezino Akpotu (NGA)        |
| Kumite par équipe               | Égypte                      | Sénégal                      | Angola                      |
| Kumite par équipe               | Égypte                      | Sénégal                      | Mali                        |

### Femmes
| Épreuve                         | Or                  | Argent                | Bronze                    |
| ------------------------------- | ------------------- | --------------------- | ------------------------- |
| Kata                            | Fatma Shamir (EGY)  | Rana Mamdouh (EGY)    | Mphoyaone Mongologa (BOT) |
| Kata                            | Fatma Shamir (EGY)  | Rana Mamdouh (EGY)    | Fatoumata Ba (SEN)        |
| Kata par équipe                 | Égypte              | Sénégal               | Botswana                  |
| Kumite −53 kg                   | Randa Mohamed (EGY) | Marianne Ndiaye (SEN) | Anna Thiaw (SEN)          |
| Kumite −53 kg                   | Randa Mohamed (EGY) | Marianne Ndiaye (SEN) | Mphoyaone Mongologa (BOT) |
| Kumite −60 kg                   | Naglaa Fathy (EGY)  | Magatte Seck (SEN)    | Goitseone Mongologa (BOT) |
| Kumite −60 kg                   | Naglaa Fathy (EGY)  | Magatte Seck (SEN)    | Lesedi Seisa (BOT)        |
| Kumite +60 kg                   | Kèye Fat Faye (SEN) | Heba Mohamed (EGY)    | Fanta Sagma (SEN)         |
| Kumite +60 kg                   | Kèye Fat Faye (SEN) | Heba Mohamed (EGY)    | Marwa Ahmed (EGY)         |
| Kumite open (toutes catégories) | Magatte Seck (SEN)  | Randa Mohamed (EGY)   | Kèye Fat Faye (SEN)       |
| Kumite open (toutes catégories) | Magatte Seck (SEN)  | Randa Mohamed (EGY)   | Anita Vorster (RSA)       |
| Kumite par équipe               | Sénégal             | Égypte                | Botswana                  |